# Gamviks kommun
Gamviks kommun (norska: Gamvik kommune, nordsamiska: Gáŋgaviika gielda) är en kommun i Finnmark fylke i norra Norge. Kommunen omfattar östra delen av Nordkinnhalvøya. Inom kommunens gränser finns det europeiska fastlandets nordligaste punkt, Kinnarodden.
Förutom centralorten Mehamn, finns här även orterna Gamvik, Skjånes, Nervei och Lággu och Langfjordnes.

## Administrativ historik
Gamviks kommun bildades 1914 när Tana kommun delades i tre delar.

## Tätorter
I Gamviks kommun finns två tätorter:

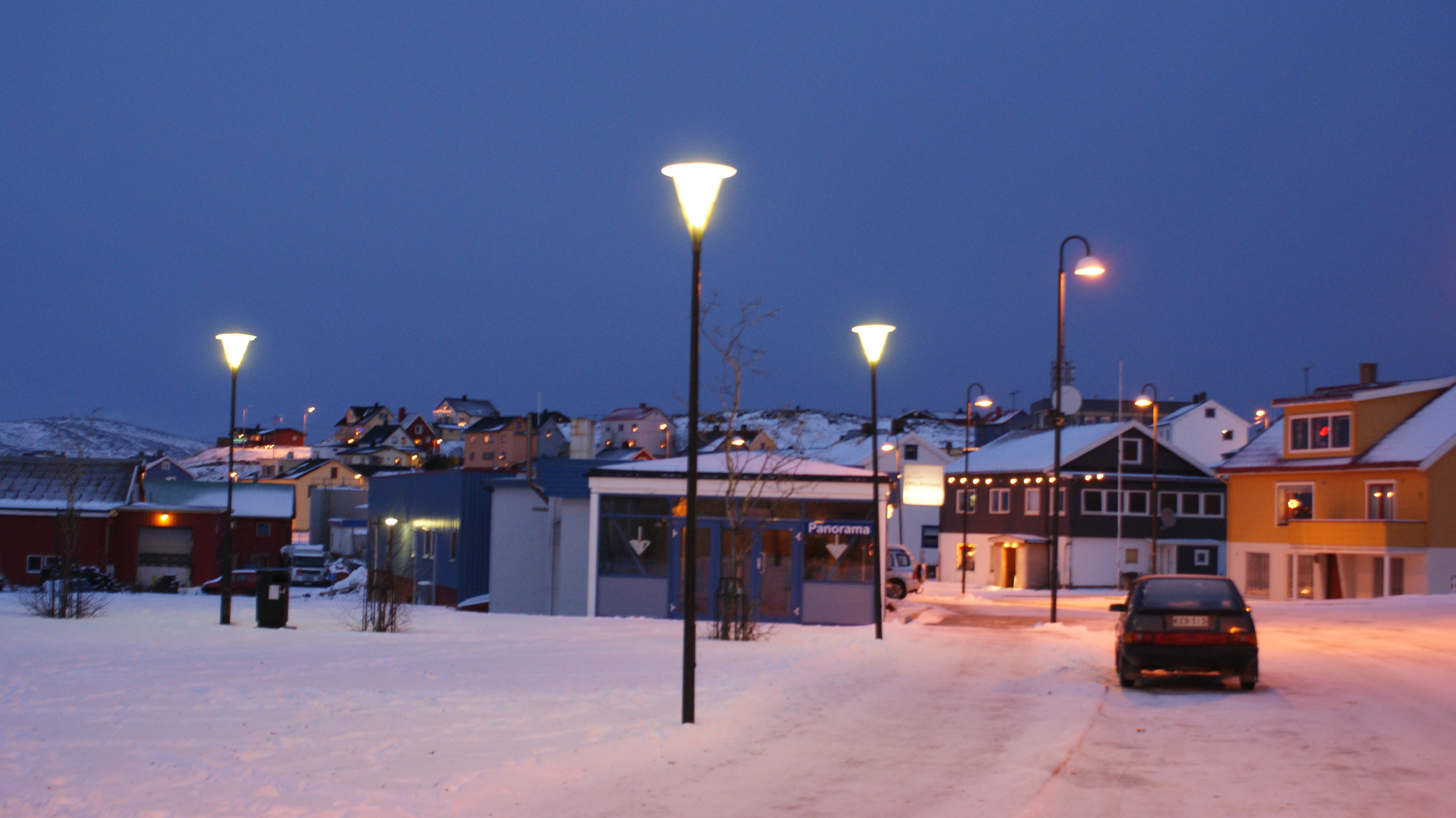
Centralorten Mehamn.

- Gamvik
- Mehamn (centralort)

## Socknar
Inom Norska kyrkan motsvaras Gamviks kommun av Gamviks socken i Hammerfests prosteri i Nord-Hålogalands stift.